# Göran O. Eriksson
Göran Olof Eriksson, född 7 mars 1929 i Falun, död 4 april 1993 i Oscars församling i Stockholm, var en svensk kulturjournalist, teaterregissör, författare och översättare.   

## Biografi
Göran O. Eriksson, vars far var bruksdisponent, studerade litteraturhistoria, sociologi och romanska språk vid Uppsala universitet. Han påbörjade licentiatstudier i litteraturhistoria för Victor Svanberg.  
År 1952 började Eriksson arbeta som kritiker i framförallt Göteborgs Handels- och Sjöfartstidning och var under åren 1952–1956 växelvis bosatt i Uppsala och Paris. Åren 1956–1961 var Eriksson bosatt i Göteborg och förste litteraturanmälare i Göteborgs Handelstidning, där han skrev om svensk och fransk litteratur men också teater- och filmkritik. 
Efter en tid som medarbetare på Sveriges Radio (Tidspegeln) utsågs Eriksson 1962 till chef för Stockholms-Tidningens kultursida, som under hans ledning utvecklades till ett inflytelserikt forum för kritik och debatt, med en rad yngre medarbetare som Björn Håkanson, Leif Nylén och Leif Zern, men även med Jan Myrdal som krönikör. På Stockholms-Tidningens kultursida formulerades 1960-talets frigörelse ur den svenska versionen av kalla kriget och den så kallade avideologiseringens epok. Samtida utländsk litteratur, film, teater och konst presenterades på ett vitalt och självklart sätt vid sidan om det svenska; kultur och politik blandades. Göran O. Erikssons skrivsätt – en snabb och paradoxal stil med franska förebilder, som han odlade inte minst i den återkommande Dagboken – kom att bli stilbildande. 
Efter Stockholms-Tidningens nedläggning var han kritiker i Dagens Nyheter 1966–1968, men övergick efter sin debut som teaterregissör 1967 alltmer till praktisk verksamhet inom teatern och till dramatiköversättning.

## Teater
Åren 1970–1973 var Göran O Eriksson Dramatiska Institutets förste rektor. 1975–1977 var han konstnärlig ledare för Länsteatern i Dalarna, och från 1979 fast anställd regissör vid Stockholms stadsteater, där han ledde det så kallade Elisabetanska Projektet 1979–1985. Eriksson regisserade då en rad Shakespeareuppsättningar som byggde på hans egna nyöversättningar. 1978 regisserade Göran O Eriksson Goldonis Sommarnöjet samt 1979 En midsommarnattsdröm, båda på Teaterhögskolan i Malmö.  
Eriksson återupptog då och då skrivandet i sin suveränt fritt associerande Krönika i Allt om Böcker 1981–1992.
Göran O Erikssons pjäs Pariserliv, som hade urpremiär på Stockholms stadsteater i augusti 1973  i Erikssons regi, spelades även på Göteborgs stadsteater 1982, i regi av Marianne Rolf, på Östgötateatern  samt i en uppmärksammad direktsänd uppsättning för TV i regi av Peter Schildt, den 12 december 1983. År 2010 sattes Pariserliv upp på Balettakademien i Göteborg som slutproduktion  på musikallinjen, i regi av Guje Palm.  

## Översättning av dramatik
Göran O. Eriksson var både kvalitativt och kvantitativt en av det svenska 1900-talets främsta översättare för scenen. Versionerna av Samuel Becketts dramatik med början med I väntan på Godot för Uppsala Stadsteater 1954 (tillsammans med Lill-Inger Eriksson)  inledde ett livsverk av översättningar nära scenens liv, men utan varje kompromiss med det lättspelade. Göran O. Eriksson hävdade att översättarens uppgift inte är att leverera text som ”ligger bra i munnen” utan att skriva så att skådespelaren tvingas forma om sin mun, på samma sätt som översättaren tvingas forma om sitt språk under originalets tryck (Ledighet eller förnyelse, i Tala om teater). Översättningar görs för scenen, för stunden, precis som skådespelarkonsten, men ska inte anpassa sig till stunden utan bottna i den stora dramatikens – Shakespeares, Molières, Becketts – djupa förbindelse med det talade språket, språket som har kropp, gest, rörelse i sig (programartikeln Från kropp till kropp, i Tala om teater).
Erikssons egna översättningar är distinkta och rytmiska, skyr all överdriven retorik och sentimentalitet och väjer inte för stilbrott.

### Översättningar i bokform
- Sonetti / Petrarca, Francesco
- I väntan på Godot / Beckett, Samuel
- Slutspel; Akt utan ord / Beckett, Samuel
- Se dig om i vrede / Osborne, John
- Flickor är såna / Poucette (pseud. för A. Ruffat)
- Major Barbara / Shaw, Bernard
- Alla dem som falla; Krapps sista band; Askglöd / Beckett, Samuel
- Sankta Johanna / Shaw, Bernard
- Lyckans dar; Ord och musik / Beckett, Samuel
- Trilogin / Wesker, Arnold
- Rucklarens väg / Auden, W. H. (Wystan Hugh)
- En midsommarnattsdröm / Shakespeare, William
- Romeo och Juliet / Shakespeare, William
- Som ni vill ha det / Shakespeare, William
- Perikles / Shakespeare, William
- Backanterna / Euripides
- Backanterna / Euripides
- Figaros bröllop / Beaumarchais, Pierre Augustin Caron de
- Värdshusvärdinnan / Goldoni, Carlo
- En midsommarnattsdröm / Britten, Benjamin & Pears, Peter & Shakespeare, William
- Lika för lika / Shakespeare, William
- Poesie / Luzi, Mario
- Trettondagsafton / Shakespeare, William
- Macbeth / Shakespeare, William
- Backanterna; Ifigenia i Aulis / Euripides

### Familj
Han var 1953–1980 gift med översättaren Lill-Inger Eriksson, född Ingman (1929–2017), med vilken han fick en dotter. Från 1982 var han gift med skådespelerskan Jane Friedmann. Göran O. Eriksson är begravd på Skogskyrkogården i Stockholm.

## Priser och utmärkelser
- 1959 – Boklotteriets Journaliststipendium
- 1985 – Teaterpriset
- 1989 – Elsa Thulins översättarpris

## Filmografi skådespelare
- 1969 – Som natt och dag
- 1985 – Rid i natt! (TV)

### Filmmanus
- 1999 – Macbeth (TV)
- 1997 – Tartuffe – hycklaren (TV)
- 1993 – Backanterna (TV)
- 1986 – Som ni vill ha det (TV)
- 1986 – I väntan på Godot (TV)
- 1969 – Se dig om i vrede (TV)
- 1968 – Jag talar om Jerusalem (TV)
- 1968 – Rötter (TV)
- 1968 – Hönssoppa med korngryn (TV)
- 1966 – Krapps sista band (TV)

## Radioteater

### Regi (ej komplett)
| År   | Roll                            | Produktion            |
| ---- | ------------------------------- | --------------------- |
| 1974 | Presidenten El señor presidente | Miguel Ángel Asturias |

## Göran O. Erikssons stipendium
Efter en donation från Göran O Erikssons hustru, skådespelaren Jane Friedmann, inrättades en stiftelse som åren 2001–2011 delade ut ett stipendium för att stimulera till översättningar av svensk dramatik. Stipendiet gick till en översättare som gjort särskilda insatser för att sprida svensk dramatik i världen.
Mottagare
- 2001 – Gunilla de Ribaucourt
- 2002 – Ülev Aloe
- 2003 – Mariusz Kalinowski
- 2006 – Dirk Fröse
- 2007 – Carmen Vioreanu
- 2008 – Alexandra Afinogenova
- 2009 – Frank G. Perry
- 2010 – Halina Thylwe
- 2011 – Gregory Motton